# Zjednoczenie Emigracji Polskiej (1866–1871)
Zjednoczenie Emigracji Polskiej (1866–1871) – organizacja polityczna, działająca w latach 1866-1871 w Paryżu.
Założone zostało przez wychodźców po powstaniu styczniowym 1863–64 na fali nadziei na podjęcie sprawy polskiej jako zagadnienia międzynarodowego wobec wybuchu wojny prusko-austriackiej w 1866. Na czele Zjednoczenia Emigracji Polskiej stanął Komitet Reprezentacyjny, wybrany w lipcu 1866 przez ok. 1500 emigrantów (na ok. 5000 członków całej emigracji postyczniowej). W organizacji znaleźli się najwybitniejsi przedstawiciele wychodźstwa, m.in.: Jarosław Dąbrowski, Walery Wróblewski, okresowo – Józef Hauke-Bosak, Zygmunt Miłkowski i Józef Wysocki.
Pod wpływem lewicy wysunięto hasło dalszej walki zbrojnej. Organem Zjednoczenia Emigracji Polskiej były „Głos Wolny”, a następnie „Niepodległość” (1866–70). Początkowo celem Zjednoczenia Emigracji Polskiej było objęcie swymi wpływami całej emigracji polskiej, od chwili założenia wewnątrz organizacji dochodziło jednak do konfliktów będących przedłużeniem sporów politycznych z okresu powstania. Główne punkty programu Zjednoczenia Emigracji Polskiej zawierała – wydana w 1866 – odezwa Do wychodźstwa Polskiego, która łączyła walkę o wyzwolenie narodowe z postulatami społecznymi, nawiązywała do tradycji radykalnej demokracji z lat 1831, 1846 i 1863 oraz przeciwstawiała się polityce ugody w kraju.
Lewicowy wydźwięk odezwy doprowadził do rozłamu w Zjednoczeniu Emigracji Polskiej. Oderwała się od niego prawica (m.in. B. Świętorzecki i ksiądz K. Żuliński), tworząc w 1867 tzw. Organizację Ogółu. Na łamach czasopism „Wiara” (1866-67) i „Polska” (1868-1869) propagowała ona program zbliżony do „białych” i zasady pracy organicznej w kraju. Władze Zjednoczenia Emigracji Polskiej wysunęły postulat odbudowy państwa polskiego w granicach z 1772, z pominięciem praw innych narodów do tworzenia własnych państw. W rezultacie w 1867 z Komitetu odszedł Dąbrowski, uznający prawa narodowe Ukraińców.
W 1868 Zjednoczenie Emigracji Polskiej przyjęło nazwę Zjednoczenie Demokracji Polskiej. 